# Robert Borden
Robert Laird Borden (Grand-Pré, 26 giugno 1854 – Ottawa, 10 giugno 1937) è stato un politico canadese.
Fu l'ottavo Primo ministro del Canada dal 10 ottobre 1911 al 10 luglio 1920, e diretto il suo paese durante la prima guerra mondiale.

## Biografia
Robert Borden nacque in Grand-Pré, Nuova Scozia da Andrew Borden e Eunice Jane Laird. Nel 1889, sposò Laura Bond (1863-1940) da cui ebbe nessun figlio.
Borden fu un massone, iniziato nel 1880 nella St Andrew's lodge N.1.